# おかわりいかが?ご主人様!!
『おかわりいかが?ご主人様!!』は、モバイルファクトリーにより公開されていた恋愛シミュレーションゲーム。2012年11月15日GREEにて配信開始。位置づけは『おかえりなさいご主人様!!』の続編となるが、ヒロインは一新している。

## ゲームシステム

### ゲームの流れ
キャラクター6人の中から1人を選びチケットを消費しながらストーリーを進行させる（ただし、レオナの場合は他のキャラクターをクリアしてからでないと選択できない）。チケットは一定時間ごとに補充され、毎日ログインすることによって上限が最大8枚まで増える。ログインしないと最大チケット数が減る。
各キャラクターとも、ストーリー内のできごとをキャラクター側からの視点から描いた「裏話」が設定されている。裏話はコインを使うことで解除できる。

### おみくじ
1日6回のおみくじをひくことによりチップをためられる。ためたチップはガチャ、裏話のロック解除に使える。

### ガチャ
チップを使ってガチャができる。チケット補充アイテムや特別イラストなどを得られる。

## ストーリー
メイド喫茶「黒猫」でバイトするようになって1年、突然オーナーからかかった電話の内容は『今日からメイド喫茶の店長になれ!!』
オーナーの命令は「黒猫」に続くメイド喫茶2号店「白猫」の店長になれというとんでもない命令だった。
いきなりメイド喫茶の店長にさせられて、そこにいたのは6人のメイド美女!?そんな中に男が1人だけ…これで何も起きないわけがない!!

## 登場人物

### 主人公
右も左もわからないまま新メイド喫茶「白猫」の店長に任ぜられてしまう。お調子者でドジなところがあり、美人にも弱い。だが、誰からも好かれる不思議な魅力がある。

### オーナー
メイド喫茶「黒猫」「白猫」のオーナー。容姿端麗で商才にもたけ、マネージメント能力も高い。仕事に関しては非常に厳しく、ときには無謀とも思える無理難題を吹っ掛けたり、主人公も幾度となく叱られる。しかし、人物観察眼にも長けており、体調の変化やヒロイン、あるいは主人公やヒロインの心身の変化にも敏感である。

### ヒロイン
朝倉トモカ（あさくら　トモカ）
高校2年生。17歳。「白猫」開店前に「黒猫」に1カ月研修の形で働いていたため、レオナとともに主人公にとっては店長就任前からの知り合い。学校ではチアリーディング部所属、フライヤーを務める。いつも明るい性格ながら、大人への憧れからか、ときどき背伸びしてしまうことがあり、主人公にたしなめられたこともある。また、常に自分よりも他人を大事にする性格で、自分も主人公に恋心を抱いていながら、主人公がまどかに憧れていたことを知るや、まどかとのデートをコーディネートしたり、肩に故障を抱えながら無理してリアリーディング大会に出場し、倒れてしまうこともあった。「黒猫」で働く山城雪希とは小さい頃からの幼馴染み。
玉森まどか（たまもり　まどか）
大学4年生。22歳。トモカ、レオナとともに「白猫」オープン時からのメンバー。高校時代は学園祭で3年連続クイーンに選ばれるほどの美貌と人気を誇る。成績も優秀で、才色兼備。子供の頃からモデルとして芸能界で活動していた。現在は学業に専念するためモデルの仕事は休んでいるが、大学を卒業したら再開する予定。主人公とは同じ高校で3年間同級生だったが、学校中の人気者だったまどかと平凡な一生徒に過ぎなかった主人公はほとんど接点はなく、会話をしたのは2年生時の1度きりだった。しかし、その1度の会話をまどかは覚えており、主人公を感激させる。白猫での仕事も含め何事も完璧にこなすが、その裏には子供の頃から失敗の許されない芸能界という世界にいたため、極度に失敗を恐れる心の弱さの裏返しだった。
沢嶋　樹（さわしま　いつき）
20歳。美人でスタイルも良いが、それをまるで気にする様子がなく、髪もあまり整えず、言葉遣いもぶっきらぼうでどちらかといえば男性的なキャラクター。母親を早くに亡くし、父と兄という男家族の中で育った。他の従業員とも積極的に話さず、仕事が終わるといつもまっすぐ家に帰っていたことを従業員たちは不思議がっていたが、父が一人で切り盛りしていた町工場の手伝いをするためだった。一見ぶっきらぼうで無防備に見えるが、人物観察眼は鋭く、特にまどか編ではまどかの内に潜めていた悩みや主人公への恋心をいち早く見抜いていた。一方、自分の恋愛感情には鈍感で、主人公にときめきながらも自分の気持ちの正体がわからず、レオナや凜に呆れられていた。媛月アキラとは中学時代の先輩後輩で、アキラが告白されたと思い込んでいた相手は樹だったが、樹は単に困っているところを助けてもらったお礼の手紙のつもりで、アキラの誤解だったことが明らかになる。
天川　凜（あまかわ　りん）
22歳。祖母がドイツ人のクォーター。金髪碧眼の洋風美人だが、生まれ育ちとも日本であり、気質的には完全な日本人。外国語は辛うじて祖母から聞かされたわずかなドイツ語以外は全く話せない。主人公との出会いはオーナーからの指令で「白猫」へ急ぐときにぶつかってしまい、痴漢と間違われて平手打ちを食らうというハプニングによるもの。一見無表情で、そのことからつぐみに避けられていたほどだが、実際は両親とも海外赴任中で一人暮らししていることから大変な寂しがり屋。このようなことから主人公とも何度も気持ちのすれ違いが生じる。猫が好き。
羽柴つぐみ（はしば　つぐみ）
高校3年生。18歳。トモカの高校の先輩。しかし、小柄幼顔な外観から、主人公をはじめ多くの人に中学生と間違われたほど。その可愛らしさから来客による「つぐみ様ファンクラブ」までできるほどだったが、本人は自分をクールで大人っぽい女性だと思っており、そのような扱いを嫌がっている。本人が言わなかったため主人公はしばらく知らなかったが、美術、特に絵画に造詣が深く、また自らも画家としての才能は広く認められている。しかし本人は自分が本当に描きたい絵をなかなかイメージできず、苦悩する。伊吹みつかとは同級生である。トモカ、みつか、つぐみは女子高に通っているという設定だがシナリオによってはクラスに男子がいて矛盾している時もある(おそらくシナリオライターのミス)
黒羽レオナ（くろは　レオナ）
25歳。「白猫」の副店長。「白猫」開店前に「黒猫」で働いていたため、トモカとともに白猫開店前からの知り合い。バリスタとしての腕前はオーナーからも一目おかれるほど。「白猫」開店の際は頼りないと感じていた主人公が店長になることに不安を感じており、オーナーにも訴えたが、オーナーは「今にわかる」としか言わなかった。顔負けの美貌とスタイルを持つが、仕事には厳しく、店長である主人公もいつも叱られ「自分は嫌われているのでは」と悩むほどだった。しかし、実際は口調こそ多少きついもののとても仲間思いで気配りも細やかである。主人公の家で水周りの事故があったためレオナの部屋に居候させてもらうことになるが、そこで意外な素顔や辛い過去を知ることになる。近衛愛からは憧れの的となっている。